# Језеро Пелагићево
Језеро Пелагићево (стари назив Жабар бара) вјештачко је језеро у општини Пелагићево, Република Српска, БиХ. Језеро се налази на сјеверу градића Пелагићево. Заузима површину од око 33 хектра, а дубоко је до 4 метра. Језеро је дуго око 700 метара, а широко око 600 метара. Ово је језеро затвореног типа и напаја се водом из подземних извора. Језеро се не пуни дотоком других површинских вода.
Укупан комплекс језера, укључујући и земљишни, је површине око 80 хектара, а њиме газдује пољопривредно добро „Напредак” из Пелагићева. У средини језера се налази острвце, односно полуострво које је насипом на коме је стаза повезано са обалом. На језеру се одржава Међународни риболовачки шаран куп Пелагићево.

## Историја
Језеро у Пелагићеву је настало шездесетих година двадесетог вијека у доба СФРЈ. Корито језера је настало ископавањем шљунка за потребе изградње магистралног пута. Претходно је ово подручје било мочварно. Становништо Пелагићева је ово језеро у вријеме СФРЈ називало и Дипломатским језером јер је језеро због риболова било у том периоду посјећено до стране политичког врха тадашње Југославије. Назив је добило по Васи Пелагићу.

## Екосистем
Језеро је 1967. године порибљено са три тоне шарана. На језеру је у доба Југославије основана рибочуварска служба која је надгледала рибљу популацију и контролисала риболов све до распада Југославије и почетка рата када је рибљи фонд драстично смањен због неселективног риболова. У јулу 2004. године, у Пелагићеву је основано друштво спортских риболоваца „Шаран” које је ово језеро порибило са амуром, шараном, штуком, девериком и толстобиком, а обновљена је и рибочуварска служба.